# بني الجبيلي (مناخة)

تعديل مصدري - تعديل

بني الجبيلي هي إحدى قرى عزلة لهاب بمديرية مناخة التابعة لمحافظة صنعاء، بلغ تعداد سكانها 134 نسمة حسب تعداد اليمن لعام 2004.